# ユーリ・ハルチェンコ
ユーリ・ハルチェンコ（1963年10月11日 - ）は、ソビエト連邦のリュージュ選手である。1980年代に活躍し、1988年カルガリーオリンピック男子一人乗りで銅メダルを獲得した。

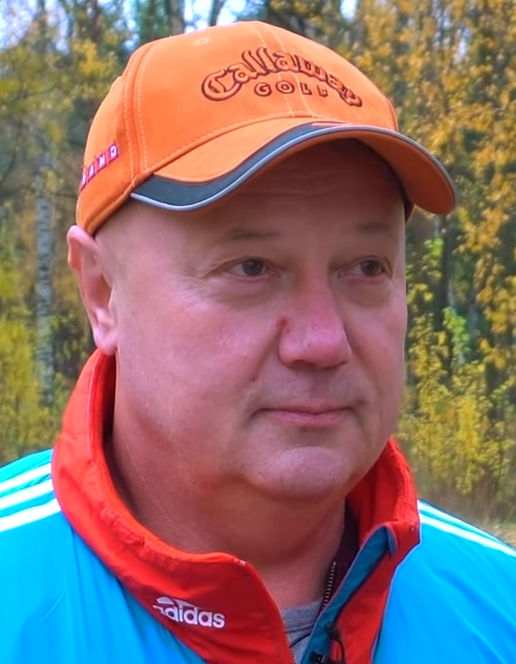

また、1989年のリュージュ世界選手権では混合団体で3位、リュージュ・ワールドカップでは1987-8シーズン総合2位となっている。